# Txagda
Txagda (en rus: Чагда) és un poble de la República de Sakhà, a Rússia, segons el cens del 2021 tenia 527 habitants. Pertany al districte de Sangar.